# Rover P3
As séries Rover Sixty e Rover Seventy-Five ou Rover P3 foram automóveis de segmento E de 1,6 e 2,0 litros anunciados em meados de fevereiro de 1948 e produzidos pela Rover Company até o verão de 1949. Dois meses depois do anúncio dos novos carros foi anunciado "um novo veículo para a agricultura", o Land Rover, com o motor do novo Sixty.